# Altopiano iranico
L'altopiano iranico, chiamato anche altopiano persiano (in persiano فلات ایران‎, Falāt-e Īrān) e in altri modi simili, è una regione montuosa dell'Asia, compresa tra la Mesopotamia a ovest, l'Hindu Kush e la pianura indo-gangetica a est, all'interno dei confini di Iran, Afghanistan, Azerbaigian e Pakistan.

## Etimologia
Deve il nome agli antichi popoli di lingua iranica noti in passato come «ariani», cioè quel ramo di indoeuropei che a partire dal II millennio a.C. colonizzarono e portarono l'agricoltura nella regione. Il termine viene spesso equiparato alla regione culturale di influenza iraniana, indicata dall'Encyclopædia Iranica come Continente culturale iraniano e da alcuni iranisti come «Grande Iran», che coincide in gran parte con l'altopiano iranico e, oltre a questo, con le regioni limitrofe del Caucaso, dell'Asia centrale e dell'Anatolia.

## Geografia

### Confini
L'altopiano confina a nord con l'Asia centrale, mentre a sud il golfo Persico, lo stretto di Hormuz e il golfo di Oman ne delimitano l'area. Nonostante il nome, non comprende solamente l'Iran, ma anche parti di Afghanistan, Azerbaigian, Pakistan e Turkmenistan. 

### Morfologia

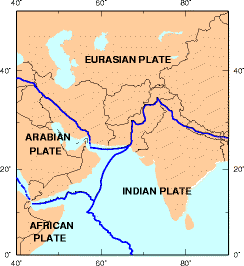
Confini delle placche in Asia centrale.

L'altopiano consiste in una placca tettonica (detta placca iranica) appartenente alla placca euroasiatica, incuneata tra le placche araba e indiana. Appartiene alla fascia di corrugamenti alpini e confluisce a nord in corrispondenza del Kurdistan nell'altopiano anatolico e nella regione del Caucaso e prosegue ad est nella regione dell'Hindukush, del Pamir e dell'Himalaya. I suoi confini sono delineati da vari corrugamenti montuosi: a nord i monti Elburz (Kuh-e Alborz) lo separano dal mar Caspio e i monti Kopet Dag e Aladagh dal deserto del Karakum, a ovest e sud-ovest i monti Zagros lo separano dalle pianure dell'Eufrate e dal golfo Persico. 
A sud-est l'altopiano si fonde con i gruppi montuosi del Kuh-e Jebal Barez, Kuh-e Birag, Kuh-e Taftan e Kun Sultan e la depressione di Jaz Murian nella regione montuosa del Belucistan. Di per sé l'altopiano non può essere assegnato propriamente all'orogenesi alpina, bensì alla serie di sommovimenti che portarono alla formazione degli Urali e dei monti Ḥajar (in Oman). A causa dell'attività tettonica, tutta la regione è soggetta a terremoti e mostra recenti fenomeni di vulcanismo.
L'altopiano è a sua volta suddiviso in vari settori, disposti con andamento nord-ovest/sud-est, dalle catene montuose dello Zagros, del Kuhrud (Kuh-e Rud), del Kual Davaran e del Kuh-e Banan. Tra le colline pedemontane e il Kuhrud si estendono i grandi deserti dell'altopiano (Lut/Dasht-e Lut, Dasht-e Kavir, Rigestan, Dasht-e Margoh, Jaz Murian, Hamum-i Mashkel).

### Idrografia

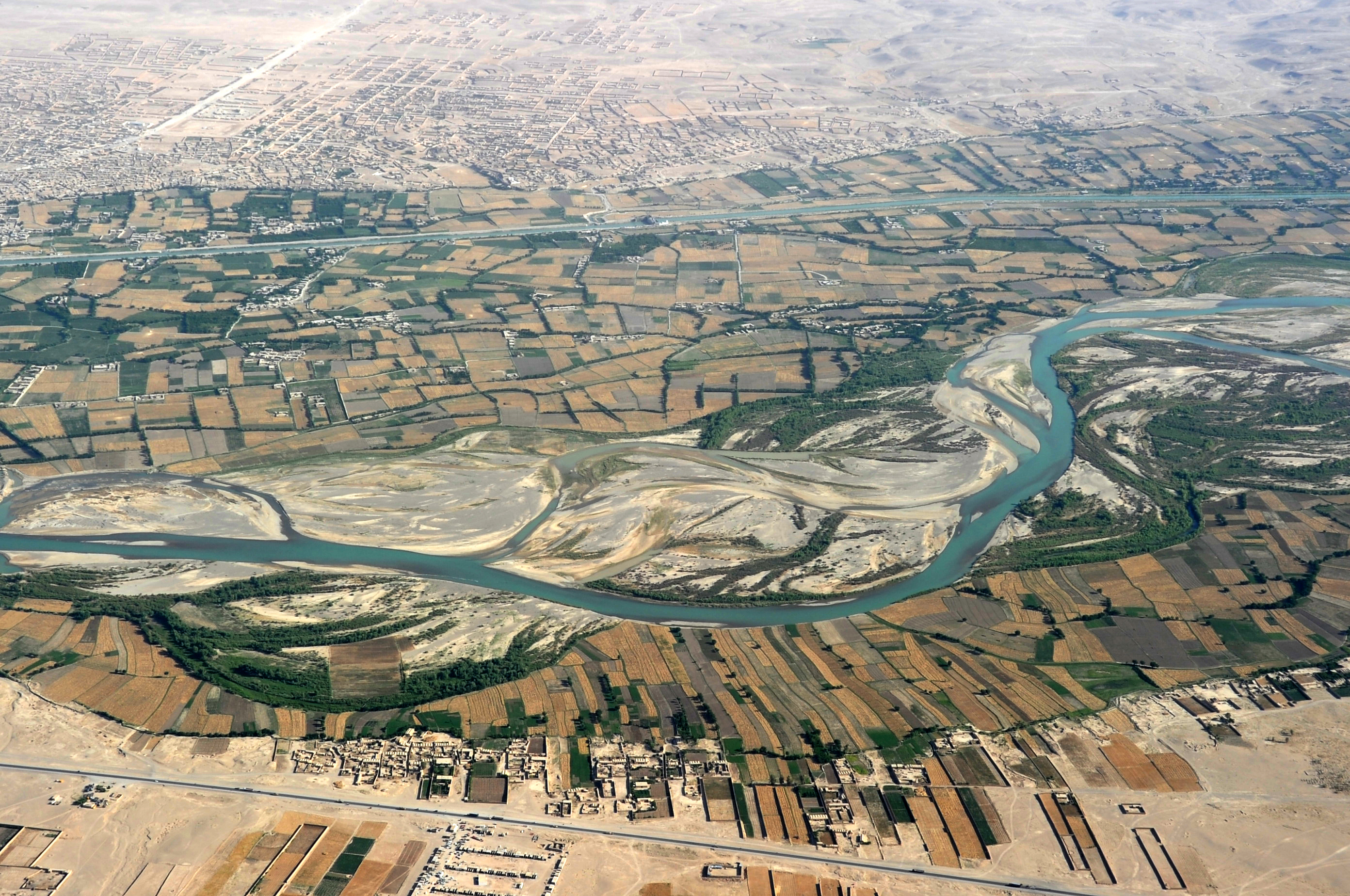
L'Helmand, uno dei fiumi più importanti della regione.

Date le condizioni climatiche della regione e la scarsezza delle piogge, soltanto nella fascia montagnosa periferica possono formarsi alcuni corsi d'acqua di qualche sviluppo e di portata non del tutto trascurabile; quelli dei versanti esterni raggiungono il mare o i maggiori fiumi (come il Tigri a occidente e l'Indo a oriente); quelli dei versanti interni formano, allo sbocco nei piani alluvionali, piccole oasi, ma i più si perdono nelle sabbie dei bacini chiusi. In genere sono corsi d'acqua temporanei ed estremamente irregolari, ma alcuni tuttavia offrono la possibilità di irrigare limitate estensioni di steppa.
Tra i corsi d'acqua ricordiamo a nord il Murghab e l'Harīrūd, che, nati nell'Hindu Kush, si aprono la via al bassopiano aralo-caspico, dove sono collegati al canale del Karakum che proviene dall'Amudarja e raggiunge Ašgabat. L'Harīrūd passa per Herāt (922 m) prima di scendere al bassopiano turanico; e Mashhad, a 974 m, si trova nel solco scavato da un piccolo affluente di sinistra dell'Harīrūd. Al Caspio sfociano diversi fiumi: alcuni provenienti dall'Aladagh, come l'Atrek e il Gorgān; altri, provenienti, dal Kaflan-Kuh, come il Qezelozan, che all'ingresso della gola di Manjil si ingrossa delle acque dello Shah per formare il Sefid. Dai monti Elburz scendono piccoli corsi d'acqua di breve tragitto e di poca importanza.
Al golfo Persico scendono alcuni uadi; il solo fiume notabile è il Karun, che si forma nella Susiana e scende verso lo Shatt al Arab; è parzialmente navigabile ed è ingrossato dal Dez; passa non lungi dalle rovine dell'antica Susa, già magnifica residenza di Dario; nel suo bacino inferiore esistono i grandi giacimenti petroliferi che alimentano la grande raffineria di Ābādān.
Più a nord le catene iraniche inviano al Tigri alcuni torrenti impetuosi come i due Zab (Grande Zab e Piccolo Zab) e il Diyala, nati nella Persia occidentale. Carattere pure torrentizio ha, nell'altopiano iranico nord-orientale, il Kabul, che si forma nell'Afghanistan e sfocia nell'Indo. Nell'interno si trova l'Helmand, che va a finire nella palude del Sistān, sul fondo di una depressione desertica. Tra i laghi ricordiamo quello di Urmia, bacino interno chiuso, sul confine dell'Armenia. Si tratta di un lago a rive incerte in gran parte paludose, la cui superficie durante la stagione delle piogge cresce da 4500 a 6000 km². Posto a 1294 m, ha una profondità di appena 16 m; è privo di emissari e cosparso di numerose isole. Le acque sono assai salate (14-23%) e per questo non ospita pesci di alcun genere. Vi sono sull'altopiano numerose altre conche lacustri a rive incerte e a superficie assai variabile secondo le stagioni; tali, per esempio, quella di Daryōcheh-e-Namak, a sud di Teheran, e quella di Daryōcheh-e-Tashk a sud-est di Shirāz nei monti del Fārs.

### Clima

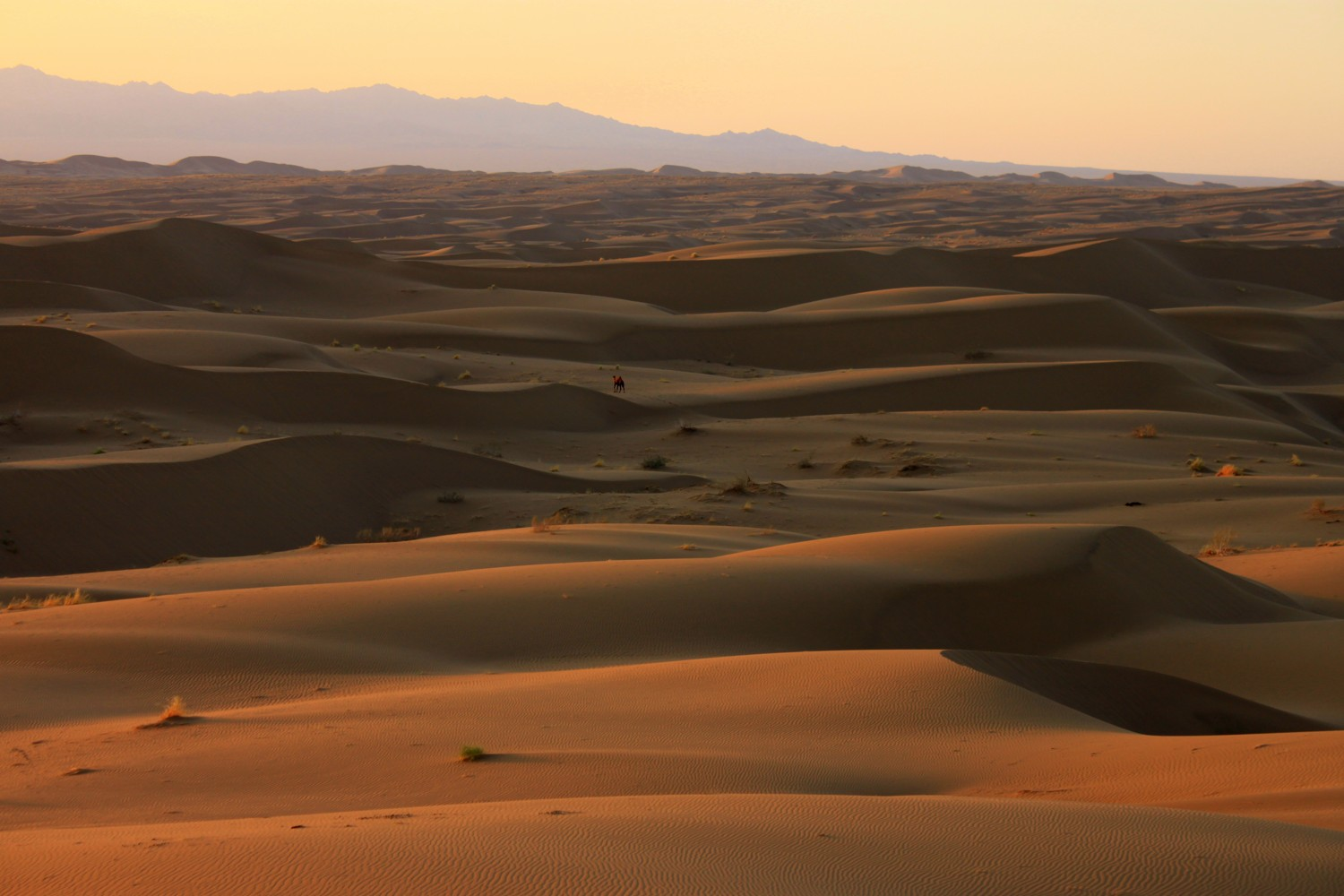
Le nude distese del Dasht-e Kavir.

L'altopiano iranico rientra nella grande zona, in buona parte desertica e subdesertica, che dal Sahara si estende sino all'Asia centrale; qui i venti sono secchi e non portano piogge, anche perché l'altopiano è chiuso entro cinture di alte montagne. Tuttavia nell'immenso territorio si possono distinguere diverse regioni climatiche. Caratteristiche particolari hanno anzi tutto le basse cimose costiere del sud che hanno clima tropicale, con elevate temperature, mitigate però dalla presenza del mare, e con scarsa piovosità prevalentemente invernale e netta siccità estiva. Calda ma irrorata da abbondanti piogge è la piccola cimosa costiera del Caspio, dove i pendii nordici dei monti Elburz, grazie ai venti che vi giungono nel semestre invernale attraverso il mar Caspio, ricevono la maggiore quantità di precipitazioni di tutto l'altopiano iranico e perciò sono coperti di fitta vegetazione subtropicale umida.
I territori interni e più elevati dell'altopiano presentano un tipo di clima caratteristico, con scarsa piovosità invernale e forte aridità estiva e con contrasti accentuati di temperatura tra l'inverno e l'estate e tra il giorno e la notte. Variazioni giornaliere di 30 °C non sono affatto eccezionali e in casi estremi si arriva a escursioni di 50 °C. Nelle conche interne si hanno temperature estive fino a 50 °C e invernali fino a -30 °C. I bacini nell'estate sono fortemente surriscaldati, ma anche nell'inverno, a causa della costante serenità, si ha una grande irradiazione.
Nella distribuzione della piovosità influisce molto la morfologia; i versanti esterni dei rilievi montuosi ricevono maggiore piovosità dei bacini interni. Nelle depressioni centrali, come nel Dasht-e Kavir, nel Dasht-e Lut e nel bacino del Belucistan, difficilmente la piovosità supera i 100 mm all'anno. Tuttavia, in generale, le precipitazioni, pur già così scarse in tutto il territorio, cadono in quantità decrescente da occidente ad oriente. Ciò si verifica anche sui versanti esterni più influenzati dall'azione dei venti. Così, mentre i monti Elburz e le pendici esterne dei monti Zagros ricevono piogge e nevi fino a 2000 mm, sui versanti orientali dei monti del Belucistan la pioggia arriva appena a 200 mm.
Le precipitazioni si verificano soltanto nel periodo invernale, fatta eccezione delle coste del Caspio, dove le piogge cadono anche nelle altre stagioni. Il periodo asciutto, che culmina nell'estate, può estendersi da 8 a 9 mesi, e questa è la regola nei territori desertici interni. Nell'oriente si fa sentire anche l'influsso dei monsoni estivi, che provocano precipitazioni sui versanti orientali delle catene. Talora sulle montagne d'inverno cade la neve, che però quasi sempre rapidamente si discioglie e subito l'acqua evapora nell'aria asciutta. Solo sulle cime più elevate degli Elburz la neve è permanente.

### Flora
A causa del clima caldo e secco, la vegetazione è, in genere, assai scarsa: soltanto sui fianchi esterni delle catene marginali si trovano foreste piuttosto rade. Invece lungo i corsi dei fiumi e sui terreni irrigati crescono pioppi, platani, olmi, frassini e salici: molto comuni e diffuse le piante da frutta (tra cui il pesco e il melograno che si crede siano originari dell'Iran). Ma nell'altopiano, al di fuori delle oasi irrigue, domina la steppa, che a primavera per un breve periodo appare coperta di rari ciuffi di erbe e di fiori. Ma assai vaste sono le aree del tutto desertiche quasi sempre nude e spesso biancheggianti di depositi salini. Aspetto assai diverso ha il versante settentrionale dei monti Elburz che scende verso il Caspio, dove la flora di tipo mediterraneo ricorda quella del versante settentrionale dei monti del Ponto.